# Creamy
Creamy var en dansk pigegruppe bestående af Rannva Joensen og Rebekka Mathew. Den nordjyske gruppe blev dannet i 1999 og de lavede musik indtil 2002. De to piger, der havde mødt hinanden til kirkekor i Pinsebevægelsen, som de var en del af, gik hver til sit.
Creamy startede i 1999 med at lave et album med elektroniske udgaver af danske børnesange, hvor de sang hen over dance-rytmerne. Debutalbummet hed blot Creamy og havde udelukkende coverversioner. Her hittede de særligt med sangen "Æblemand" og "Krabbesangen". Albummet var det meste solgte album i Danmark i 1999 med 210.000 solgte eksemplarer, selv om de færreste voksne anmeldere var begejstrede for den. På deres andet album, We Got the Time, fra 2000 bevægede de sig i takt med, at deres fans blev ældre, hen mod en mere eurodance-præget lyd, og udgav her originale sange og teksterne var nu også på engelsk. Her hittede de især med sangen "Help! I'm A Fish", som også var på soundtracket til den danske tegnefilm Hjælp! Jeg er en fisk fra 2000. We Got the Time solgte over 140.000 eksemplarer.
Skønt Creamy ikke ytrede det i deres musik, har de ved flere lejligheder givet udtryk for, at de var kristne. Desuden er Jesus på takkelisten på indercoveret på deres første album, ligesom de takkede Jesus, da de i 2000 fik overrakt en Dansk Grammy – på daværende tidspunkt navnet for Danish Music Awards.
Efter et par år på toppen forsvandt Creamy ud af spotlyset. Rebekka Mathew vendte tilbage til musikken og er i dag sanger i det kristne salmeband Aera. Rannva Joensen stiftede kort efter Creamy-succesen familie. I 2007 kunne Nordjyske fortælle, at Rannva Joensen var blevet mor til to.
Creamy blev kortvarigt gendannet i 2021 for at lave nummeret "Fra 90'erne" til den danske film Forsvundet til Halloween.

## Diskografi

### Studiealbums
- Creamy (1999)
- We Got the Time (2000)
- ChristmasSnow (2001)

### EP'er
- Den Bedste Jul i 2000 år (1999)
- Little 1 (2000)
- Help! I'm A Fish (2000)
- Little Kitty (2000)
- See The Snowflakes Falling Down (2001)
- Never Ending Story (2001)

### Singler
| Titel                                                                       | År   | Højeste hitlistepolacering | Højeste hitlistepolacering | Højeste hitlistepolacering | Højeste hitlistepolacering | Højeste hitlistepolacering |
| Titel                                                                       | År   | DEN                        | NLD                        | NLD 40                     | SWE                        | UK                         |
| --------------------------------------------------------------------------- | ---- | -------------------------- | -------------------------- | -------------------------- | -------------------------- | -------------------------- |
| "Krabbesangen"                                                              | 1999 | —                          | —                          | —                          | —                          | —                          |
| "Den Bedste Jul I 2000 År"                                                  | 1999 | 1                          | —                          | —                          | —                          | —                          |
| "I Do, I Do, I Do"                                                          | 2000 | —                          | 19                         | 37                         | 36                         | —                          |
| "Help! I'm a Fish"                                                          | 2000 | 3                          | —                          | —                          | —                          | 11                         |
| "Little Kitty" - (Netherlands) (2000)                                       | 2000 | —                          | —                          | —                          | —                          | —                          |
| "Neverending Story"                                                         | 2001 | —                          | —                          | —                          | —                          | —                          |
| "See The Snowflakes Falling Down"                                           | 2001 | —                          | —                          | —                          | —                          | —                          |
| "—" indicates the song was not released or failed to chart in that country. |      |                            |                            |                            |                            |                            |